# Navelli
Navelli är en ort och kommun i provinsen L'Aquila i regionen Abruzzo i Italien. Kommunen hade 528 invånare (2018).